# 프샤스니시군

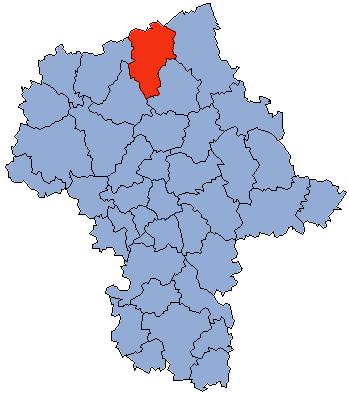
마조프셰주 지도에 표시된 프샤스니시군의 위치

프샤스니시군(폴란드어: powiat przasnyski)은 폴란드 마조프셰주에 위치한 군으로 군청 소재지는 프샤스니시이며 면적은 1,217.82km2, 인구는 52,676명(2019년 기준), 인구 밀도는 43명/km2이다.
북쪽으로는 바르미아마주리주 슈치트노군, 동쪽으로는 오스트로웽카군, 남동쪽으로는 마쿠프군, 남서쪽으로는 치에하누프군, 서쪽으로는 므와바군, 북서쪽으로는 바르미아마주리주 니지차군과 접한다. 7개 지방 자치체(1개 도시, 1개 도시형 농촌, 5개 농촌)를 관할한다.

군기
군 문장